# Wetenschap in 1933
Hier volgen wetenschappelijke en technologische ontwikkelingen uit het jaar 1933. Deze zijn niet in de normale overzichten geplaatst omdat het vaak moeilijk is ze aan een bepaalde dag of zelfs maand toe te schrijven.
- In Mérida wordt een goed bewaard gebleven Romeins amfitheater ontdekt en opgegraven.
- Rotenon wordt ontdekt als insecticide.
- In Persepolis wordt een tweetal paleizen opgegraven, naar vermeend van Xerxes en Darius.
- Ragnar Lidén berekent dat het ijs uit het Angemandal in Noorwegen 8.500 jaar geleden verdwenen is. Hij stelt dat dat daarmee de einddatum van de ijstijd is.
- De Engelse architect Gerald Brown vindt een niet-spiegelende etalageruit uit.
- Patrick Blackett bevestigt het bestaan van positronen.
- 10 april: De Italiaan Francesco Agello verbetert het snelheidsrecord voor vliegtuigen tot 692,529 km/u.
- In Paestum wordt een Romeins badhuis opgegraven.
- Wander Johannes de Haas, Eliza Cornelis Wiersma en Hendrik Kramers bereiken een record-lage temperatuur van 0,27 kelvin. Later komt De Haas zelfs tot 1/800 kelvin.
- In Athene wordt de Academie van Plato opgegraven.
- Een Tsjechische uitvinder vindt een vliegtuig met beweegbare vleugels uit.
- Het wordt vastgesteld dat influenza door een virus wordt veroorzaakt.
- 1 september: Philips introduceert de Bi-Arlita lamp, welke een dubbelgespiraliseerde gloeidraad van wolfram gebruikt.
- In de rivier Bento in de Braziliaanse deelstaat Minas Gerais wordt een diamant van 2.000 karaat gevonden.
- 30 september: Georgi Prokofjev bereikt met 2 anderen in een stratosfeerballon een recordhoogte van 19 kilometer.
- In Duitsland wordt propaan geschikt bevonden als kookbrandstof.
- In Frankrijk wordt een nieuwe, zeer dodelijk gifgas ontwikkeld.
- Bij Arnhem wordt een mensenschedel van minimaal 4.000 jaar oud gevonden.
- 9 oktober - Een opvallend grote sterrenregen vindt plaats, vermoedelijk veroorzaakt door de komeet Giacobini II-Zimmer.
- De Amerikaanse stratosfeervliegers Tex Settle and Mike Fordney bereiken een hoogte van 21 kilometer.
- Aan de Universiteit van Amsterdam wordt een bijzondere leerstoel Friese taal- en letterkunde ingesteld, te bezetten door Godard Gosses.
- In Joegoslavië wordt de zakonik teruggevonden. Dit Balkan-wetboek uit 1349 was in de Eerste Wereldoorlog verloren geraakt.
- november: De gereorganiseerde universiteit van Istanboel wordt heropend. Onder de hoogleraren zijn een aantal Duitsers die door het naziregime zijn verdreven of ervoor zijn gevlucht.
- Proeven met een lepra-serum, ontwikkeld door de Zweed John Reenstierna, lijken positief uit te vallen.
- Bij opgravingen in Kargopol (noord Rusland) wordt een nederzetting uit het stenen tijdperk ontdekt, alsook Romeinse en Arabische munten.
- Evarts Graham en Jacob Singer slagen erin bij een patiënt met longkanker de gehele linkerlong weg te nemen zonder dat de patiënt aan de operatie of de complicaties daarvan overlijdt.
- Francesco Pironti meldt, naar later bleek ten onrechte, het Etruskisch ontcijferd te hebben.
- Friedrich Curtius stelt vast dat aan multiple sclerose een erfelijke oorzaak ten grondslag ligt.
- De British Library koopt de Codex Sinaiticus van de Sovjet-regering.
- Gray Turner slaagt erin bij een patiënt, bij wie wegens kanker de slokdarm was weggenomen, uit de huid van de borstkas een vervangende slokdarm te maken.
- Atebrin wordt ontdekt als geneesmiddel tegen malaria.